# Phlogacanthus cornutus
Phlogacanthus cornutus är en akantusväxtart som beskrevs av Raymond Benoist. Phlogacanthus cornutus ingår i släktet Phlogacanthus och familjen akantusväxter. Inga underarter finns listade i Catalogue of Life.